# Església de Sant Pere del Vim
L'església de Sant Pere del Vim és una església del municipi de Veciana, a l'Anoia protegit com a bé cultural d'interès local. Es troba acompanyada d'un grup de cases, una de les quals se l'hi adossa pel costat de migdia, es troba enlairada dalt d'un tossal.

## Descripció
Església de planta rectangular, d'una nau coberta amb volta de canó i un absis, cobert amb quart d'esfera.

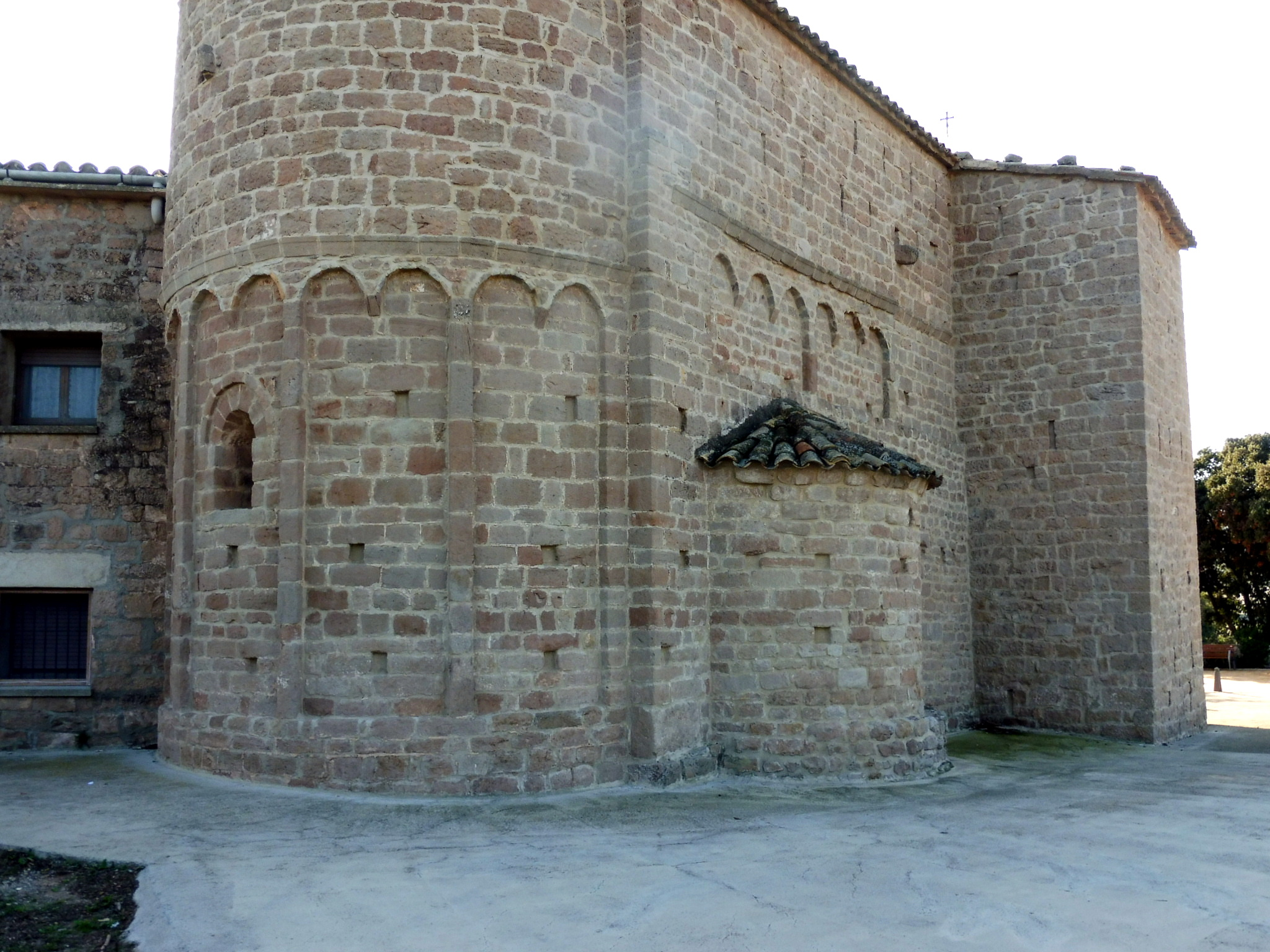
Absis i absidiola

 L'església romànica primitiva tenia una capçalera de tres absis. Actualment és conservada part d'una absidiola en el costat nord i en el sud hi ha una casa adossada. L'edifici es va sobrealçar deixant ben visible l'estructura original. Es conserva de l'absis primitiu les seves arcuacions i bandes llombardes i una petita finestra. A la façana lateral també es conserven les arcuacions i bandes llombardes. A la façana principal té un campanar d'espadanya de dos ulls, una finestra original d'arc de mig punt i la porta d'entrada també d'arc de mig punt adovellada, refeta.

## Història
Aquesta església formava part de l'antic terme de Miralles. Inicialment tingués funcions parroquials, però les perdé i es convertí en sufragània de la parròquia de Santa Maria dels Prats de Rei.
El 1069 Ramon Guadall i la seva muller Arsendis donaren a la seu de Barcelona l'església de Sant Pere, amb tots els cups i bótes que hi havia, però, més endavant, els donants es van veure obligats a cedir aquestes propietats a Gerbert Hug. Les funcions parroquials es constaten entre els anys 1025 i 1050, però ja l'any 1681 les havia perdut.
L'orde del Sant Sepulcre exercí el governa d'aquesta parròquia a través del priorat que fundà als Prats de Rei, conegut com el priorat de Sant Miquel de Prats o de la Manresana.
L'any 1542 el monestir de Santa Maria de Montserrat comprà al comanador de Sant Miquel dels Prats tots els drets, possessions i jurisdiccions del priorat, segurament per això, Sant Pere de Vim passà a dependre del monestir de Montserrat.